# Бакрадзе, Давид Шукриевич
Давид Шукриевич Бакрадзе (груз. დავით შუქრის ძე ბაქრაძე; 1 июля 1972 года, Тбилиси) — грузинский государственный и политический деятель, министр иностранных дел Грузии с 24 января 2008 года до 5 мая 2008 года, председатель парламента Грузии с 7 июня 2008 года по 21 октября 2012 года.
На президентских выборах в 2018 году кандидат от партии «Европейская Грузия» Давид Бакрадзе с 10,97 % голосов занял третье место.

## Биография

### Образование
Высшее образование получил в Грузинском техническом университете, где защитил диссертацию на звание кандидата физико-математических наук. В 1995—1996 — учился в грузинско-американском Институте государственного управления. В 1997 окончил Женевский институт международных отношений, в 2001 — Колледж обороны НАТО (Рим, Италия). Бакрадзе являлся государственным советником первого класса и старшим советником посольства.

## Звания и награды
- Орден Победы имени Святого Георгия (2013)[1].
- Командор ордена Заслуг перед Республикой Польша (2010)[2].
- Имеет воинское звание лейтенанта резерва вооружённых сил Грузии.